# Homolodromioidea
Homolodromioidea is een superfamilie van krabben

## Systematiek
Ze omvat één recente en vier fossiele families:
- Homolodromiidae Alcock, 1900

### Uitgestorven
- Bucculentidae † Schweitzer & Feldmann, 2009
- Goniodromitidae † Beurlen, 1932
- Prosopidae † von Meyer, 1860
- Tanidromitidae † Schweitzer & Feldmann, 2008

Enkele genera zijn (nog) niet aan een familie toegewezen:
- Mesodromilites  †  Woodward, 1900
- Microcorystes  †  Fritsch, 1893
- Mithracites  †  Gould, 1859
- Nipponopon  †  Karasawa, Kato & Terabe, 2006
- Oonoton  †  Glaessner, 1980
- Oxythyreus  †  Bronn & Roemer, 1852
- Rugafarius  †  Bishop, 1985